# Sphenolepis
Sphenolepis is een geslacht van vliesvleugeligen uit de familie Eulophidae. De wetenschappelijke naam van dit geslacht is voor het eerst geldig gepubliceerd in 1834 door Nees.

## Soorten
Het geslacht Sphenolepis is monotypisch en omvat slechts de volgende soort:
- Sphenolepis pygmaea Nees, 1834